# Richie Zito
Richie Zito (21 de agosto de 1952) es un productor discográfico y músico de sesión estadounidense, popular por su trabajo con artistas y bandas como White Lion, Poison, Mr. Big, Neil Sedaka, Yvonne Elliman, Eric Carmen, Art Garfunkel, Leo Sayer, Diana Ross, Marc Tanner, Elton John, Cher, the Motels, The Cult, Cheap Trick, Eddie Money, Heart, Juliet Simms y Bad English.

## Discografía seleccionada

### Como productor y coproductor
| Año  | Artista       | Álbum                        |
| ---- | ------------- | ---------------------------- |
| 1983 | Toni Basil    | Toni Basil                   |
| 1986 | Animotion     | Strange Behavior             |
| 1986 | Joe Cocker    | Cocker                       |
| 1986 | Eddie Money   | Can't Hold Back              |
| 1988 | Cheap Trick   | Lap of Luxury                |
| 1989 | Bad English   | Bad English                  |
| 1990 | Cheap Trick   | Busted                       |
| 1990 | Heart         | Brigade                      |
| 1991 | Tyketto       | Don't Come Easy              |
| 1991 | White Lion    | Mane Attraction              |
| 1991 | Cher          | Love Hurts                   |
| 1991 | The Cult      | Ceremony                     |
| 1993 | Poison        | Native Tongue                |
| 1994 | Richie Kotzen | Mother Head's Family Reunion |
| 1999 | Ratt          | Ratt                         |
| 2001 | Mr. Big       | Actual Size                  |